# کنساکو موریتا
کنساکو موریتا (به ژاپنی: [] Error: {{Lang}}: فاقد متن (راهنما)، 森田 健作) (زادهٔ ۱۶ دسامبر ۱۹۴۹) هنرپیشه، سیاست‌مدار و خواننده اهل ژاپن است.